# Eastpointe
Eastpointe è un comune degli Stati Uniti d'America, situato nello Stato del Michigan, nella Contea di Macomb. Fa parte dell'area metropolitana di Detroit e in particolare si trova nella zona a nord-est della metropoli.